# Thani bin Jassimstadion
Het Thani bin Jassimstadion (Arabisch: ملعب ثاني بن جاسم), ook wel Al-Gharrafastadion genoemd, is een multifunctioneel stadion in Ar Rayyan, Qatar. Het stadion wordt vooral gebruikt voor voetbalwedstrijden, de voetbalclub Al-Gharafa maakt gebruik van dit stadion. In het stadion is plaats voor 21.175 toeschouwers. In 2003 werd dit stadion geopend.

## Internationale toernooien
In 2011 werden er wedstrijden gespeeld voor het Aziatisch kampioenschap voetbal. Het toernooi werd van 7 tot en met 29 januari in Qatar gespeeld. In dit stadion waren 6 groepswedstrijden, de kwartfinale tussen Japan en Qatar (3–2) en de halve finale tussen Oezbekistan en Australië (0–6). Dit stadion zal ook worden gebruikt voor het Wereldkampioenschap voetbal 2022. Voor dat toernooi zal het stadion uitgebreid moeten worden naar 44.740 toeschouwers.
Lusailstadion (Lusail) · Al Baytstadion (Al Khawr) · Al Thumamastadion (Doha) · Stadion 974 (Doha) · Al Janoubstadion (Al Wakrah) · Education Citystadion (Al Rayyan) · Khalifastadion (Al Rayyan) · Al Rayyanstadion (Al Rayyan)